# Калчуга
Калчуга ― деревня в Одинцовском городском округе Московской области. Ранее входила в состав сельского поселения Барвихинское.

## История деревни
Находится на правом берегу реки Медвенки у впадении её в Москва-реку юго-западнее Усова. По переписи 2006 года ― 52 человека.
В прошлом зачастую называлась Кольчуга. По одной из версий, здесь когда-то протекала речка Кольчуга. По другой версии ― название происходит от колчи — кочка, кочковатое болото, бугристая поверхность.
Деревня известна с начала XIX века как выселки села Узкое, принадлежала сёстрам Вельяминовым, в то время там проживало 32 души мужского и 36 женского пола. В конце XIX века ― 51 человек.
По переписи 1926 года в деревне имелось 19 хозяйств и 93 жителя, обрабатывающих 50 десятин пашни, в хозяйствах было 10 лошадей и 15 коров.
По переписи 1989 года в Калчуге насчитывалось 35 хозяйств и 61 постоянный житель.
С 1992 года по 2022 год в Калчуге постоянно жил последний руководитель Михаил Сергеевич Горбачёв. Рядом с деревней Калчуга находится резиденция В. В. Путина. Раньше на участке общей площадью 3,8 га располагался летний лагерь для детей сотрудников КГБ, а позже ФСБ (спецобъект 909).

## Усадьба Зубалово
Участок, где позже возникла усадьба Зубалово, находящаяся в деревне Калчуга, в исторических документах известен с 1806 года, когда владелец деревни Усово гвардии капитан Дмитрий Михайлович Лассенгефнер продал его графу Николаю Ивановичу Салтыкову. В 1852 году здесь было две усадьбы: первая ― коллежского асессора Абрама Петровича Хвощинского (?-1894) (22 человека крепостных), и вторая ― Анны Дмитриевны Зандгален, построившей в усадьбе химический завод, выпускавший глауберову соль и селитру. В 1857 году вторую усадьбу купили крестьяне Барвихи Кондратьев и Щавелев, в 1892 году они продали участок бакинскому нефтепромышленнику-миллионеру Льву (Левану) Константиновичу Зубалову (Зубалашвили). Новую усадьбу со всеми службами спроектировал известный в то время архитектор Николай Чернецов.
Князь К. Н. Голицын вспоминает: "Увидел я загородное владение миллионера-нефтяника издали в 1923 году. Случилось это так. Примерно через месяц после смерти моей матери, в июне 1923 года, нас с отцом потянуло к родным в Москву, так как в Петрограде никого из близких уже не осталось. В Москве никого не застали — Голицыны были на даче, которую сняли в селе Знаменском, расположенном на правом берегу Москва-реки напротив родового голицынского Петровского. Станция Усово помещалась тогда в старом товарном вагоне без колёс, одиноко стоявшем возле путей. Там перед отправлением поезда продавались билеты. А приехавшему в Знаменское предстояла от Усова прогулка пешком — около трёх километров. Однако здесь, между станцией Усово и Знаменским, с дореволюционных времён стояла усадьба Зубалова, которую он укрепил не хуже, а может быть, и лучше своего московского дома. И эти укрепления сыграли свою роль в истории владения. Именно благодаря мощной стене, железным воротам и «персональной» железной дороге «Зубалово» в советское время стало одной из первых «высоких резиденций».
После Октябрьской революции усадьба стояла без пригляда, пока на лето 1924 года сюда не приехал с женой Ф. Э. Дзержинский. Дзержинскому место понравилось, и по его инициативе здесь создали образцовый совхоз Горки-2 для снабжения госаппарата сельскохозяйственными продуктами.
Постепенно сюда переместились на летний отдых, а после и на постоянное жительство И. В. Сталин, К. Е. Ворошилов, Н. И. Бухарин, А. И. Микоян и другие.
И. Сталин перебрался отсюда в 1932 году на кунцевскую дачу после самоубийства жены Надежды Аллилуевой.
В книге «Двадцать писем к другу» Светлана Аллилуева вспоминает: «Солнечный дом, в котором прошло моё детство, принадлежал раньше младшему Зубалову, нефтепромышленнику из Батума. Анастас Микоян с семьёй и детьми, Ворошилов и несколько семей старых большевиков разместились в Зубалове-2, а отец с мамой ― в Зубалове-4, неподалёку, где дом был меньше. Осенью 1941 года было взорвано наше дорогое Зубалово, так как ждали, что вот-вот подойдут немцы. Мы поселились во флигеле». Это о Зубалове-4. А Зубалово-2, где жил Микоян летом 1963 года, ещё сохранялось.
Племянник жены Сталина В. Ф. Аллилуев вспоминает: «В предвоенные годы Светлана жила в Зубалове со своей няней Александрой Андреевной Бычковой, там же жили дед (С. Я. Аллилуев), бабушка (О. Е. Аллилуева)… Одна из комнат на первом этаже дома была особенно светлой, так как её стена, выходящая в сад, была стеклянной… В комнате было множество занятных вещей — поделки замысловатые, инструмент и главное — верстак, установленный вдоль стеклянной стены. Дед любил эту комнату и проводил в ней всё время, он вечно что-то мастерил, строгал. Писал он здесь и свои воспоминания „Пройденный путь“…».

## Население
| 2002 | 2006 | 2010 |
| ---- | ---- | ---- |
| 52   | →52  | ↗61  |